# 30e cérémonie des Screen Actors Guild Awards
La 30e cérémonie des Screen Actors Guild Awards (SAG Awards), décernés par la Screen Actors Guild, a lieu le 24 février 2024 et récompense les acteurs et actrices du cinéma et de la télévision ayant tourné en 2023.
Les nominations sont annoncées le 10 janvier 2024 par Kumail Nanjiani et Issa Rae.

## Palmarès

### Cinéma

#### Meilleur acteur
- Cillian Murphy pour le rôle de J. Robert Oppenheimer dans Oppenheimer
  - Bradley Cooper pour le rôle de Leonard Bernstein dans Maestro
  - Colman Domingo pour le rôle de Bayard Rustin dans Bayard Rustin
  - Paul Giamatti pour le rôle de Paul Hunham dans Winter Break (The Holdovers)
  - Jeffrey Wright pour le rôle de Thelonious « Monk » Ellison dans Fiction à l'américaine (American Fiction)

#### Meilleure actrice
- Lily Gladstone pour le rôle de Mollie Kyle Burkhart dans Killers of the Flower Moon
  - Annette Bening pour le rôle de Diana Nyad dans Insubmersible (Nyad)
  - Carey Mulligan pour le rôle de Felicia Montealegre dans Maestro
  - Margot Robbie pour le rôle de Barbie dans Barbie
  - Emma Stone pour le rôle de Bella Baxter dans Pauvres Créatures (Poor Things)

#### Meilleur acteur dans un second rôle
- Robert Downey Jr. pour le rôle de Lewis Strauss dans Oppenheimer
  - Sterling K. Brown pour le rôle de Clifford Ellison dans Fiction à l'américaine (American Fiction)
  - Willem Dafoe pour le rôle du Dr Godwin Baxter dans Pauvres Créatures (Poor Things)
  - Robert de Niro pour le rôle de William King Hale dans Killers of the Flower Moon
  - Ryan Gosling pour le rôle de Ken dans Barbie

#### Meilleure actrice dans un second rôle
- Da'Vine Joy Randolph pour le rôle de Mary Lamb dans Winter Break (The Holdovers)
  - Emily Blunt pour le rôle de Kitty Oppenheimer dans Oppenheimer
  - Danielle Brooks pour le rôle de Sofia dans La Couleur pourpre (The Color Purple)
  - Penélope Cruz pour le rôle de Laura Ferrari dans Ferrari
  - Jodie Foster pour le rôle de Bonnie Stoll dans Insubmersible (Nyad)

#### Meilleure distribution
- Oppenheimer – Casey Affleck, Emily Blunt, Kenneth Branagh, Matt Damon, Robert Downey Jr., Josh Hartnett, Rami Malek, Cillian Murphy et Florence Pugh
  - Fiction à l'américaine (American Fiction) – Erika Alexander, Adam Brody, Sterling K. Brown, Keith David, John Ortiz, Issa Rae, Tracee Ellis Ross, Leslie Uggams et Jeffrey Wright
  - Barbie – Michael Cera, Will Ferrell, America Ferrera, Ryan Gosling, Ariana Greenblatt, Kate McKinnon, Helen Mirren, Rhea Perlman, Issa Rae et Margot Robbie
  - La Couleur pourpre (The Color Purple) – Halle Bailey, Fantasia Barrino, Jon Batiste, Danielle Brooks, Ciara, Colman Domingo, Aunjanue Ellis-Taylor, Louis Gossett Jr., Corey Hawkins, Taraji P. Henson, Phylicia Pearl Mpasi et Gabriella Wilson
  - Killers of the Flower Moon – Tantoo Cardinal, Robert de Niro, Leonardo DiCaprio, Brendan Fraser, Lily Gladstone, John Lithgow, et Jesse Plemons

#### Meilleure équipe de cascadeurs
- Mission impossible : Dead Reckoning
  - Barbie
  - Les Gardiens de la Galaxie Vol. 3
  - Indiana Jones et le Cadran de la destinée (Indiana Jones and the Dial of Destiny)
  - John Wick : Chapitre 4

### Télévision

#### Meilleur acteur dans une série dramatique
- Pedro Pascal pour le rôle de Joel Miller dans The Last of Us
  - Brian Cox pour le rôle de Logan Roy dans Succession
  - Billy Crudup pour le rôle de Cory Ellison dans The Morning Show
  - Kieran Culkin pour le rôle de Roman Roy dans Succession
  - Matthew Macfadyen pour le rôle de Tom Wambsgans dans Succession

#### Meilleure actrice dans une série dramatique
- Elizabeth Debicki pour le rôle de Diana Spencer dans The Crown
  - Jennifer Aniston pour le rôle de Alex Levy dans The Morning Show
  - Bella Ramsey pour le rôle de Ellie Williams dans The Last of Us
  - Keri Russell pour le rôle de Kate Wyler dans La Diplomate (The Diplomat)
  - Sarah Snook pour le rôle de Siobhan « Shiv » Roy dans Succession

#### Meilleure distribution pour une série dramatique
- Succession – Nicholas Braun, Juliana Canfield, Brian Cox, Kieran Culkin, Dagmara Domińczyk, Peter Friedman, Justine Lupe, Matthew Macfadyen, Arian Moayed, Scott Nicholson, David Rasche, Alan Ruck, Alexander Skarsgård, J. Smith-Cameron, Sarah Snook, Fisher Stevens, Jeremy Strong et Zoë Winters
  - The Crown – Khalid Abdalla, Sebastian Blunt, Bertie Carvel, Salim Daw, Elizabeth Debicki, Luther Ford, Claudia Harrison, Lesley Manville, Ed McVey, James Murray, Jonathan Pryce, Imelda Staunton, Marcia Warren, Dominic West et Olivia Williams
  - The Gilded Age – Ben Ahlers, Ashlie Atkinson, Christine Baranski, Denée Benton, Nicole Brydon Bloom, Michael Cerveris, Carrie Coon, Kelley Curran, Taissa Farmiga, David Furr, Jack Gilpin, Ward Horton, Louisa Jacobson, Simon Jones, Sullivan Jones, Celia Keenan-Bolger, Nathan Lane, Matilda Lawler, Robert Sean Leonard, Audra McDonald, Debra Monk, Donna Murphy, Kristine Nielsen, Cynthia Nixon, Kelli O'Hara, Patrick Page, Harry Richardson, Taylor Richardson, Blake Ritson, Jeremy Shamos, Douglas Sills, Morgan Spector, John Douglas Thompson et Erin Wilhelmi
  - The Last of Us – Pedro Pascal et Bella Ramsey
  - The Morning Show – Jennifer Aniston, Nicole Beharie, Shari Belafonte, Nestor Carbonell, Billy Crudup, Mark Duplass, Jon Hamm, Theo Iyer, Hannah Leder, Greta Lee, Julianna Margulies, Tig Notaro, Karen Pittman et Reese Witherspoon

#### Meilleur acteur dans une série comique
- Jeremy Allen White pour le rôle de Carmen « Carmy » Berzatto dans The Bear
  - Brett Goldstein pour le rôle de Roy Kent dans Ted Lasso
  - Bill Hader pour le rôle de Barry Berkman / Barry Block dans Barry
  - Ebon Moss-Bachrach pour le rôle de Richard « Richie » Jerimovich dans The Bear
  - Jason Sudeikis pour le rôle de Ted Lasso dans Ted Lasso

#### Meilleure actrice dans une série comique
- Ayo Edebiri pour le rôle de Sydney Adamu dans The Bear
  - Alex Borstein pour le rôle de Susie Myerson dans La Fabuleuse Madame Maisel (The Marvelous Mrs. Maisel)
  - Rachel Brosnahan pour le rôle de Miriam « Midge » Maisel dans La Fabuleuse Madame Maisel (The Marvelous Mrs. Maisel)
  - Quinta Brunson pour le rôle de Janine Teagues dans Abbott Elementary
  - Hannah Waddingham pour le rôle de Rebecca Welton dans Ted Lasso

#### Meilleure distribution pour une série comique
- The Bear – Lionel Boyce, Jose Cervantes Jr., Liza Colón-Zayas, Ayo Edebiri, Abby Elliott, Richard Esteras, Edwin Lee Gibson, Molly Gordon, Corey Hendrix, Matty Matheson, Ebon Moss-Bachrach, Oliver Platt et Jeremy Allen White
  - Abbott Elementary – Quinta Brunson, William Stanford Davis, Janelle James, Chris Perfetti, Sheryl Lee Ralph, Lisa Ann Walter et Tyler James Williams
  - Barry – Anthony Carrigan, Sarah Goldberg, Zachary Golinger, Bill Hader, Andre Hyland, Fred Melamed, Charles Parnell, Stephen Root, Tobie Windham, Henry Winkler et Robert Wisdom
  - Only Murders in the Building – Gerald Caesar, Michael Cyril Creighton, Linda Emond, Selena Gomez, Allison Guinn, Steve Martin, Ashley Park, Don Darryl Rivera, Paul Rudd, Jeremy Shamos, Martin Short, Meryl Streep, Wesley Taylor, Jason Veasey et Jesse Williams
  - Ted Lasso – Annette Badland, Kola Bokinni, Edyta Budnik, Adam Colborne, Phil Dunster, Cristo Fernández, Kevin "KG" Garry, Brett Goldstein, Billy Harris, Anthony Head, Brendan Hunt, Toheeb Jimoh, James Lance, Nick Mohammed, Jason Sudeikis, Jeremy Swift, Juno Temple, Hannah Waddingham, Bronson Webb et Katy Wix

#### Meilleur acteur dans une mini-série ou un téléfilm
- Steven Yeun pour le rôle de Danny Cho dans Acharnés (Beef)
  - Matt Bomer pour son rôle de Hawkins « Hawk » Fuller dans Fellow Travelers
  - Jon Hamm pour le rôle de Roy Tillman dans Fargo
  - David Oyelowo pour le rôle de Bass Reeves dans Lawmen : L'Histoire de Bass Reeves (Lawmen: Bass Reeves)
  - Tony Shalhoub pour le rôle de Adrian Monk dans Monk, le retour (Mr. Monk's Last Case: A Monk Movie)

#### Meilleure actrice dans une mini-série ou un téléfilm
- Ali Wong pour le rôle de Amy Lau dans Acharnés (Beef)
  - Uzo Aduba pour le rôle de Edie Flowers dans Painkiller
  - Kathryn Hahn pour le rôle de Clare Pierce dans Tiny Beautiful Things
  - Brie Larson pour le rôle de Elizabeth Zott dans Lessons in Chemistry
  - Bel Powley pour le rôle de Miep Gies dans A Small Light

#### Meilleure équipe de cascadeurs dans une série télévisée
- The Last of Us
  - Ahsoka
  - Barry
  - Acharnés (Beef)
  - The Mandalorian